# Catálogo Hipparcos
O catálogo Hipparcos é um catálogo estelar resultante da missão espacial astrométrica Hipparcos, diligenciada pela Agência Espacial Europeia.  O satélite, lançado em agosto de 1989, esteve em funcionamento entre novembro de 1989 e março de 1993, permitindo a obtenção da paralaxe de 118 218 estrelas próximas com uma precisão de cerca de um milisegundo de arco e as coordenadas celestes, expressas no referencial ICRS.

## Descrição
O catálogo contém dados astrométricos e fotométricos de alta precisão para um grande número de estrelas:
- coordenadas equatoriais ;
- movimento próprio ;
- paralaxe ;
- magnitudes nas bandas espectrais B, V et I.

Os anexos listam igualmente: 
- 24 588 estrelas múltiplas, dando os parâmetros orbitais para um pequeno número delas ;
- 8254 estrelas variáveis ;
- dados astrométricos e fotométricos relativos ao Sol.